# Claudiu Marin
Claudiu Gabriel Marin (ur. 23 sierpnia 1972 w Munteni) – rumuński wioślarz. Srebrny medalista olimpijski z Barcelony.
Brał udział w dwóch igrzyskach (IO 92, IO 96). W 1992 zajął drugie miejsce w ósemce. Zdobył trzy medale mistrzostw świata: złoto w 1989 w czwórce ze sternikiem, srebro w ósemce w 1997 i brąz w czwórce bez sternika w tym samym roku. 